# حاجي أباد (كاشمر)
حاجي أباد هي قرية في مقاطعة كاشمر، إيران. عدد سكان هذه القرية هو 629 في سنة 2006.